# Trichoncus monticola
Trichoncus monticola là một loài nhện trong họ Linyphiidae.
Loài này thuộc chi Trichoncus. Trichoncus monticola được J. Denis miêu tả năm 1965.